# GLITTER/MIRACLE
「GLITTER/MIRACLE」は、日本のロックバンド、TRICERATOPSの29thシングル。2018年5月9日にリリースされた。

## 概要
- 前作「Shout!」から約3年ぶりとなるシングル。両A面シングルのリリースは「ROCK MUSIC/赤いゴーカート」以来となる。
- 同年3月17日より開催されたツアー「MIRACLE GLITTER TOUR」会場で先行販売された。
- 2022年に発売される次回アルバム『Unite/Divide』には未収録である。

## 収録曲
1. GLITTER
2. MIRACLE
3. GLITTER(without main line vocals)
4. MIRACLE(without main line vocals)